# Équipe du Liberia masculine de volley-ball
L'équipe du Liberia de volley-ball  est l'équipe nationale qui représente le Liberia dans les compétitions internationales de volley-ball.
La sélection participe aux Jeux africains de 1965.